# HMS Russell (1901)
De HMS Russell is een voormalig slagschip van de Royal Navy. Het schip is een van de zes schepen uit de Duncan-klasse die in het eerste decennium van de 20e eeuw in opdracht van de Royal Navy werden gebouwd. De HMS Russell  is gezonken in 1916 door een aanvaring met Duitse mijnen voor de haven van Valletta in Malta.

## Geschiedenis
De HMS Russell  werd gebouwd door Palmers Shipbuilding and Iron Company in Jarrow. Het schip werd te water gelaten in 1901 en in dienst genomen in 1903. Het werd genoemd naar admiraal Edward Russell, eerste graaf van Oxford (1653-1727). Voor de Eerste Wereldoorlog deed het dienst in de Middellandse Zee en in de Atlantische Oceaan.
In april 1916 voer de HMS Russell de haven van Valletta binnen voor kleine reparaties en om zich te bevoorraden. Op donderdag 27 april  verliet het schip de haven. Op een zeemijl van de kust liep het op een eerste mijn en vervolgens op een tweede. In totaal waren er drie explosies. De zeemijnen waren in de nacht van 25 april gelegd door de Duitse onderzeeër U-73.
Het schip zonk en hierbij verloren 124 van de 720 bemanningsleden, waaronder een groot deel officieren, het leven.

## Wrak
Het schip ligt ondersteboven op een diepte van 115 meter en duiken naar het wrak is door de autoriteiten toegestaan.